# Talking with Dog
Descrito como uma mistura entre "Mad Max" e "Veludo Azul" o filme distribuído pela Remstar Distribution fora do Canada - é feito num futuro pós-apocalíptico onde a humanidade estaria sofrendo a ira do aquecimento global e as mulheres perderam a habilidade de ter filhos.
O tempo parou para duas pequenas comunidades. O aquecimento global, a falta de combustível, energia e comunicação os deixaram isolados. Num mundo onde a morte se tornou uma indústria só em sonhos uma mulher poderia dar a luz. Neste contexto um jovem aparece. Ele é capaz de se comunicar com os mortos e consegue aprender os segredos do passado. Por causa da sua presença, as duas comunidades aprenderão que o amor, em um mundo em extinção, ainda está vivo e que sempre há esperança, mesmo onde só existe ambição.
Esse filme será estrelado também por Hilary Duff, Rodrigo Santoro, John Cusack, Tom Conti, Joe Anderson, Lance Henriksen e Steven Berkhoff.

## Elenco
- John Cusack
- Rodrigo Santoro
- Hilary Duff
- Tom Conti
- Joe Anderson
- Lance Henriksen
- Steven Berkhoff
- Caitlin Stasey
- Steven Berkoff
- Tom Conti